# 10 złotych wzór 1975 Bolesław Prus
10 złotych wzór 1975 Bolesław Prus – moneta dziesięciozłotowa, wprowadzona do obiegu 24 stycznia 1975 r. zarządzeniem z 7 stycznia 1975 r. (M.P. z 1975 r. nr 2, poz. 9), wycofana z dniem denominacji z 1 stycznia 1995 roku, rozporządzeniem prezesa Narodowego Banku Polskiego z dnia 18 listopada 1994 r. (M.P. z 1994 r. nr 61, poz. 541).
Monetę bito w latach 1975–1984. Zaliczana jest do serii tematycznej Wielcy Polacy.

## Awers
W centralnym punkcie umieszczono godło – orła bez korony, dookoła napis „POLSKA RZECZPOSPOLITA LUDOWA”, po bokach orła rok bicia, na dole napis „ZŁ 10 ZŁ”, a pod łapą orła znajduje się znak mennicy w Warszawie.

## Rewers
Na tej stronie monety znajduje się lewy profil Bolesława Prusa i napis dookoła „BOLESŁAW PRUS 1847–1912”.

## Nakład
Monetę bito w Mennicy Państwowej w miedzioniklu MN25, na krążku o średnicy 25 mm, masie 7,7 grama, z rantem ząbkowanym, według projektu Anny Jarnuszkiewicz. W pracy z 2018 r. poświęconej okresowi PRL zamieszczono informację o kwerendzie przeprowadzonej w Narodowym Banku Polskim, w wyniku której stwierdzono, że projektantem tej monety był Jerzy Jarnuszkiewicz.
Nakłady monety w poszczególnych latach przedstawiały się następująco:
| Rocznik         | Typ rewersu   | Nakład (sztuk) | Uwagi                                                                               |
| --------------- | ------------- | -------------- | ----------------------------------------------------------------------------------- |
| 10 złotych 1975 | Bolesław Prus | 35 000 000     |                                                                                     |
| 10 złotych 1976 | Bolesław Prus | 20 000 000     | istnieją monety z cyfrą 6 większą albo równą na wysokość z pozostałymi cyframi roku |
| 10 złotych 1977 | Bolesław Prus | 25 000 000     |                                                                                     |
| 10 złotych 1978 | Bolesław Prus | 4 007 000      |                                                                                     |
| 10 złotych 1981 | Bolesław Prus | 2 665 000      | istnieją monety wybite stemplem lustrzanym1 (nakład 5000 sztuk)                     |
| 10 złotych 1982 | Bolesław Prus | 16 341 406     | istnieją monety wybite stemplem lustrzanym (nakład 5000 sztuk)                      |
| 10 złotych 1983 | Bolesław Prus | 14 247 600     |                                                                                     |
| 10 złotych 1984 | Bolesław Prus | 19 063 600     | w tym roczniku bito również 10 złotych wzór 1984                                    |

gdzie: 1 – bicia roczników stemplem lustrzanym wykonano w Mennicy Państwowej na początku lat 90. XX w. w ramach emisji zestawów rocznikowych monet PRL z lat 1979, 1980, 1981, 1982, 1986, 1987, 1988, 1989, 1990

## Opis
Moneta razem z 10 złotych 1975 Adam Mickiewicz, były pierwszymi dziesięciozłotówkami o średnicy zmniejszonej do 25 mm. Monety dziesięciozłotowe o średnicy 25 mm były bite, z różnymi rewersami, aż do 1988 roku.
Po wprowadzeniu tej monety w 1975 roku, jednocześnie z 10 złotych z Adamem Mickiewiczem, monety krążyły w obiegu razem z dziesięciozłotówkami
- z Mikołajem Kopernikiem (wzór 1959, ɸ31 mm) oraz (wzór 1967, ɸ28 mm),
- z Tadeuszem Kościuszką (wzór 1959, ɸ31 mm) oraz (wzór 1969, ɸ28 mm),
- czterema okolicznościowymi o średnicy 31 mm,
- dziewięcioma okolicznościowymi o średnicy 28 mm,

aż do 1 stycznia 1978 roku, kiedy to wszystkie dziesięciozłotówki o średnicach 31 i 28 mm zostały wycofane.
W 1984 roku moneta była bita jednocześnie z dziesięciozłotówką wzór 1984. Obydwie monety miały tę samą średnicę.
W drugiej połowie lat siedemdziesiątych XX w. monetę fałszowano. Zazwyczaj były to bicia bądź odlewy w miedzi, z nałożoną galwanicznie warstwą niklu, która z biegiem czasu ulegała ścieraniu.

## Wersje próbne
Istnieje wersja tej monety należąca do serii próbnej w niklu (rok 1975), z wypukłym napisem „PRÓBA”, wybita w nakładzie 500 sztuk. Katalogi informują również o istnieniu wersji próbnych technologicznych:
- w miedzioniklu (1975) w nakładzie 40 sztuk,
- w aluminium (1975) w nieznanym nakładzie,
- w aluminium (1978), bez napisu „PRÓBA”, w nieznanym nakładzie,
- w aluminium (1982), bez napisu „PRÓBA”, w nieznanym nakładzie,
- w aluminium (1983), bez napisu „PRÓBA”, w nieznanym nakładzie.

W serii monet próbnych w niklu wybito, z datą 1974, konkurencyjny projekt Stanisławy Wątróbskiej dziesięciozłotówki z Henrykiem Sienkiewiczem i napisem „ZŁ 10 ZŁ” na rewersie. Projekt ten był również wybity jako próba technologiczna w miedzioniklu, w nakładzie 40 sztuk.